# 线叶崖豆藤
线叶崖豆藤（学名：Millettia reticulata var. stenophylla）为豆科崖豆藤属下的一个变种。

## 扩展阅读
- 維基物種上的相關：线叶崖豆藤